# Бюрштадт
Бюрштадт (нем. Bürstadt) — город в Германии, в земле Гессен. Подчинён административному округу Дармштадт. Входит в состав района Бергштрасе. Население составляет 15 541 человек (на 31 декабря 2010 года). Занимает площадь 34,46 км². Официальный код — 06 4 31 005.
Город подразделяется на 3 городских района.

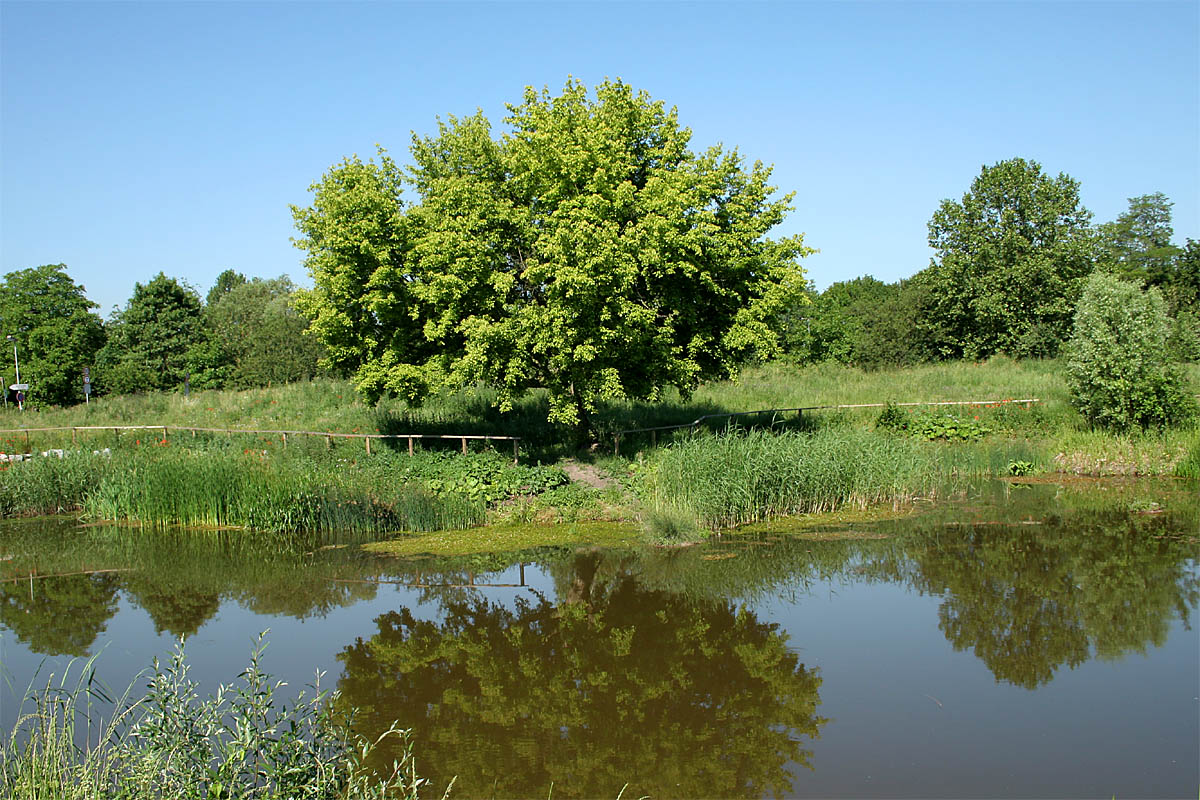
Бюрштадт

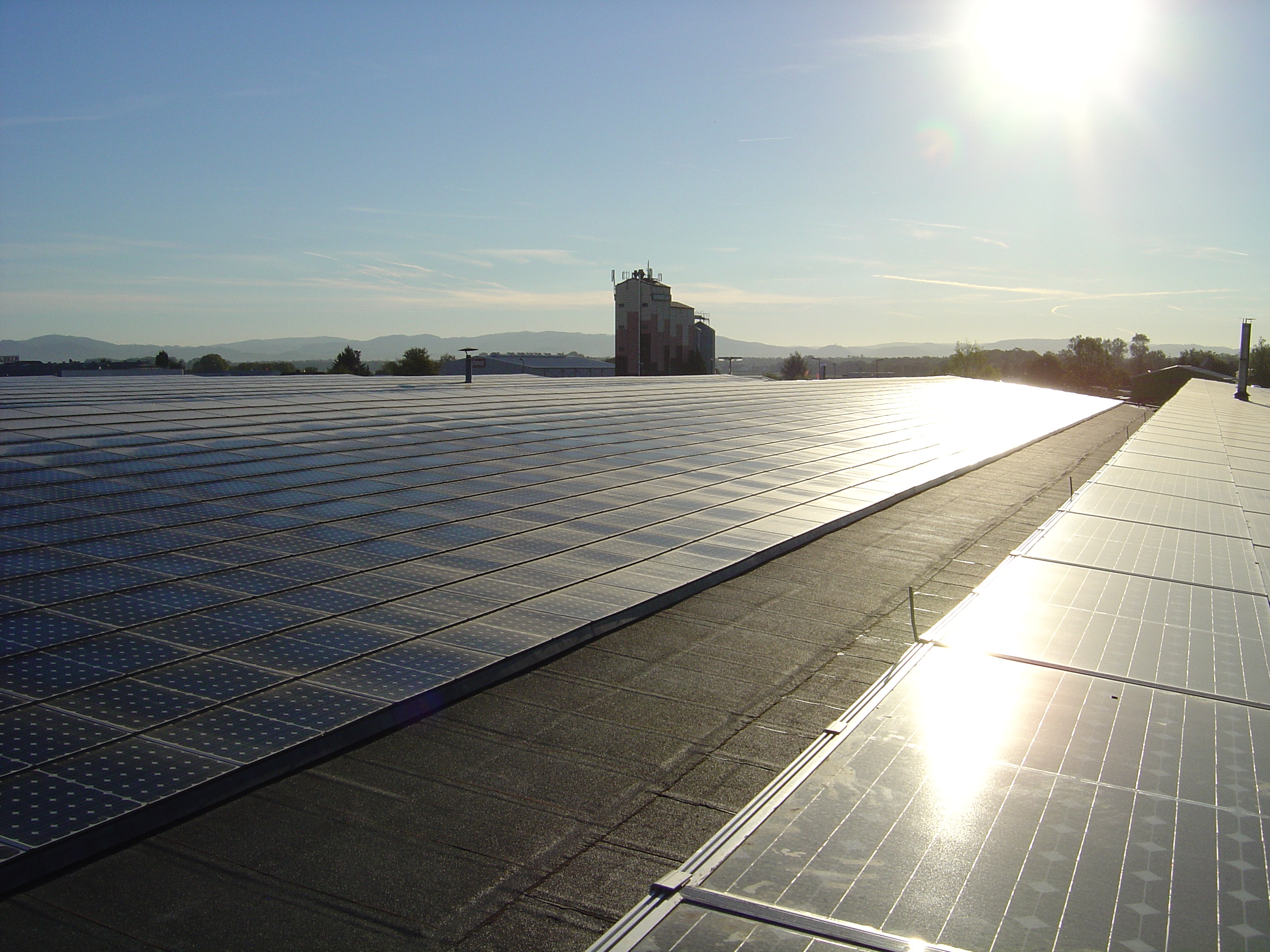
Солнечная электростанция на 5 МВт (30 000 солнечных модулей)